# 第44個孩子
《第44個孩子》（英語：Child 44）是2008年出版的一本犯罪小說，由英國新晉作家湯姆·羅伯·史密斯所著。此書為史密斯嬴得多項文學殊榮，更迅即被電影公司購下電影版權。此書又被指自蘇聯1991年解體後，成為首本遭俄羅斯列為禁書的小說。

## 故事簡介
李奧是蘇聯的秘密警察，一直為政府從事扣捕政治犯的工作。一天，李奧接到上司的命令，要將一件兒童命案定性為意外的指示轉告死者家屬，因為偉大的蘇聯是不存在犯罪的。李奧會見家屬時，原本要監視的疑犯逃走了，李奧於是帶同下屬追捕，雖然追回了疑犯，但因與下屬不和，李奧被陷害為政治犯，與太太被放逐到鄉村小鎮。失去了權勢的李奧，才得知太太只因為害怕自己的權力而嫁給他。事業愛情失意的李奧只好寄情新工作，在小鎮發生了多宗小童命案，與李奧在莫斯科遇到的極為相似。李奧冒著叛國的罪名,誓要查出真兇。

## 人物簡介
李奧．狄米多夫
故事的主角，原本是當紅的秘密警察，因與下屬不和而遭陷害，結果被放逐到鄉鎮裡當民警，後來揭發了蘇聯境內多宗的兒童兇殺案是連環殺手所為。
瑞莎．狄米多夫
李奧的妻子，在學校擔任政治課老師，但本人極度討厭蘇聯的獨裁統治，嫁給李奧都只是因為懼怕李奧的權力，後來真正愛上了李奧，並協助他調查連環兒童兇殺案。
瓦西里·伊利奇·尼基亭
原本是李奧的下屬，因嫉妒李奧而陷害他，李奧被剝奪權力後亦千方百計折磨他，最終被連環殺手殺死。
涅斯特洛夫將軍
鄉村民警隊的隊長，後來成為了李奧的上司，將軍原本不信任李奧，逐漸被李奧調查兇殺案的決心打動，協助李奧調查，最終更成為李奧的摯友。

## 創作靈感
作家湯姆·羅伯·史密斯原本在BBC任職編劇和故事編輯。有一天，他要負責編寫的劇本涉及連環殺人案，史密斯在搜集資料時接觸到蘇聯著名的連環殺手安德烈·齊卡提洛的資料，於是他便參照安德烈的原型，創作一個有關蘇聯時期連環兇手的故事。

## 評價
《第44個孩子》更獲得17個國際獎項的提名，其中贏得了其中7個。當中包括英國犯罪作家協會的鐵匕首獎及英國銀河圖書獎等。日本方面則奪得「這本推理小說真厲害！」第1名。
媒體方面，《紐約時報》、《星期日電訊報》、《柯克斯評論》及《衞報》都給予《第44個孩子》正面評價。